# Margaret Bruce Provincial Park
Margaret Bruce Provincial Park är en park i Kanada.   Den ligger i provinsen Manitoba, i den sydöstra delen av landet, 1 800 km väster om huvudstaden Ottawa. Margaret Bruce Provincial Park ligger 251 meter över havet.
Terrängen runt Margaret Bruce Provincial Park är mycket platt. Trakten runt Margaret Bruce Provincial Park är nära nog obefolkad, med mindre än två invånare per kvadratkilometer.. 
Omgivningarna runt Margaret Bruce Provincial Park är en mosaik av jordbruksmark och naturlig växtlighet.